# Coppa Italia speed di arrampicata
La Coppa Italia speed di arrampicata è un circuito nazionale di gare di arrampicata organizzato annualmente dalla Federazione Arrampicata Sportiva Italiana (FASI), a partire dalla stagione 2007. Soltanto dal 2011 è stata però adottata la struttura ufficiale internazionale di 15 metri.
Le altre due Coppe italiane di specialità dell'arrampicata sono:
- la Coppa Italia lead di arrampicata
- la Coppa Italia boulder di arrampicata

Soltanto due atleti, Sara Morandi (prima nel 2009 nella Coppe Italia Speed e Boulder) e Beatrice Colli (prima in Coppa Italia Speed nel 2023 e 2024 e terza in Coppa Italia Boulder 2024) sono riusciti ad arrivare a podio in più di una classifica finale di Coppa Italia di diverse specialità.

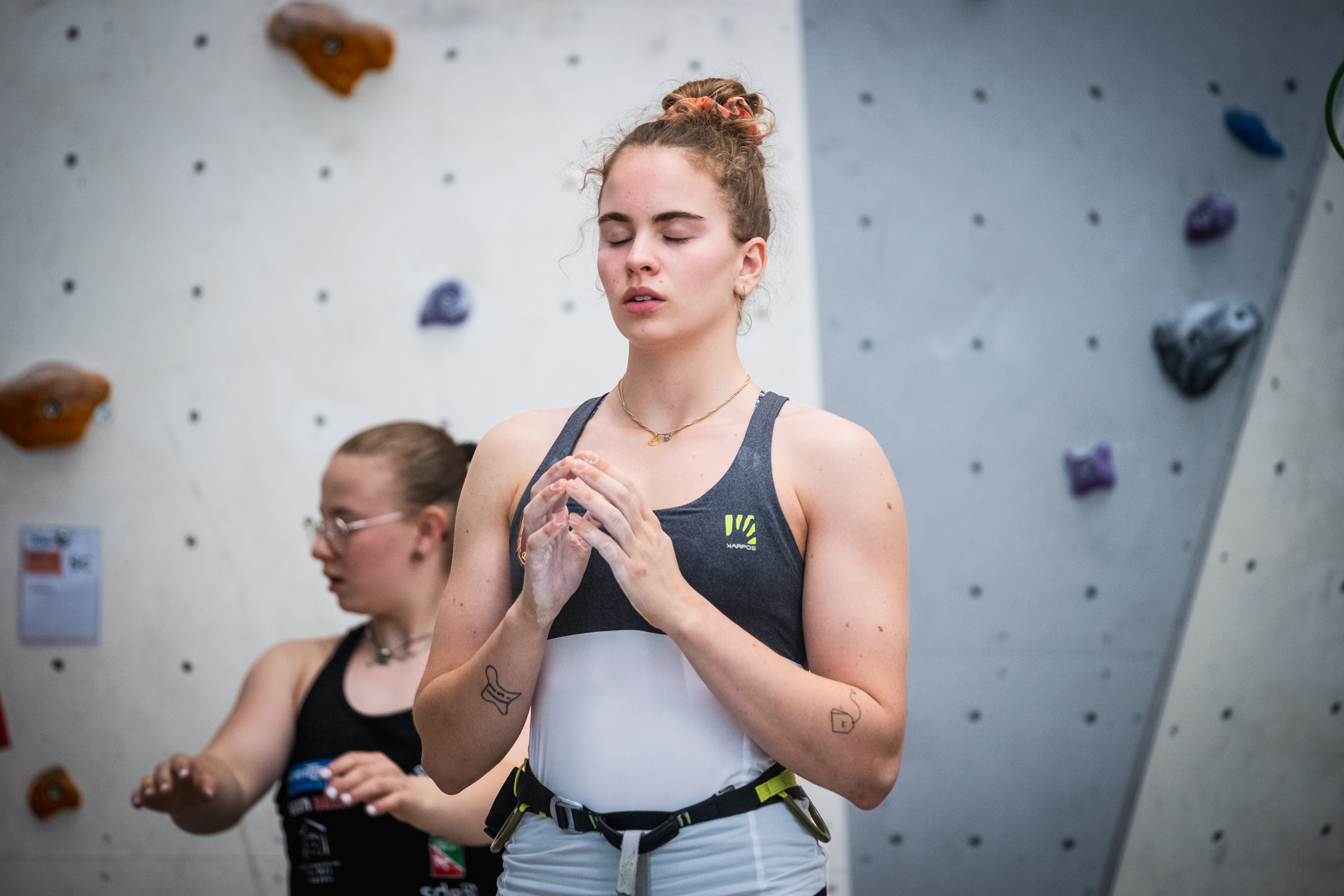
Beatrice Colli 2023 Coppa Italia

Lucas Preti, Leonardo Gontero, Ludovico Fossali, Gianluca Zodda, Sara Morandi, Silvia Porta, Anna Calanca, Giorgia Strazieri, Beatrice Colli sono stati gli atleti capaci di vincere nello stesso anno Campionato italiano e Coppa Italia Speed.
Leonardo Gontero e Beatrice Colli sono gli atleti italiani con più trofei fra Campionati Italiani e Coppe Italia Speed.

## Albo d'oro
| Anno | Uomini           | Donne              |
| ---- | ---------------- | ------------------ |
| 2007 | Lucas Preti      | Cassandra Zampar   |
| 2008 | Lucas Preti      | Sara Morandi       |
| 2009 | Michel Sirotti   | Sara Morandi       |
| 2010 | Leonardo Gontero | Sara Morandi       |
| 2011 | Leonardo Gontero | Sara Morandi       |
| 2012 | Leonardo Gontero | Sara Morandi       |
| 2013 | Leonardo Gontero | Sara Morandi       |
| 2014 | Leonardo Gontero | Martina Zanetti    |
| 2015 | Ludovico Fossali | Silvia Porta       |
| 2016 | Ludovico Fossali | Andrea Rojas Tello |
| 2017 | Ludovico Fossali | Giorgia Strazieri  |
| 2018 | Leonardo Gontero | Anna Calanca       |
| 2019 | Gian Luca Zodda  | Anna Calanca       |
| 2020 | Non disputata    | Non disputata      |
| 2021 | Gianluca Zodda   | Giulia Randi       |
| 2022 | Gianluca Zodda   | Giulia Randi       |
| 2023 | Matteo Zurloni   | Beatrice Colli     |
| 2024 | Ludovico Fossali | Beatrice Colli     |
| 2025 | Luca Robbiati    | Giulia Randi       |

## Maggiori vincitori di Coppa Italia speed
Nelle seguenti tabelle sono indicati tutti gli atleti vincitori di almeno due Coppa Italia speed su struttura di 15 metri

### Uomini
| Nome             | Coppa Italia speed |
| ---------------- | ------------------ |
| Leonardo Gontero | 5                  |
| Ludovico Fossali | 4                  |
| Gianluca Zodda   | 3                  |

### Donne
| Nome           | Coppa Italia speed |
| -------------- | ------------------ |
| Sara Morandi   | 3                  |
| Giulia Randi   | 3                  |
| Beatrice Colli | 2                  |
| Anna Calanca   | 2                  |

## Maggiori vincitori di tappe di Coppa Italia speed
Nella seguente tabella sono indicate tutte gli atleti vincitrici di almeno una tappa di Coppa Italia speed su struttura di 15 metri. 

### donne
Il maggior numero di podi appartiene a Andrea Rojas (19, con 7 ori, 10 Argenti e due bronzi), seguita da Beatrice Colli (8 ori, 4 argenti e 2 bronzi) che ha il maggior numero di ori e Giulia Randi (6 ori, 7 argenti e 3 bronzi) 
Il maggior numero di vittorie in una stagione appartiene a Beatrice Colli (4 ori e un argento, 2023) seguita da Silvia Porta (3 ori in tre gare nel 2015), 
Sara Morandi (tre ori in tre gare nel 2013) e ancora Beatrice Colli (3 ori in 4 gare nel 2024. Nel biennio 2023-2024 Beatrice Colli ha vinto 7 ori e due argenti su 9 gare. 
Il trofeo di Coppa Italia assoluta 2025 è stato sollevato da Luca Robbiati, argento per Zurloni, bronzo per Zodda, mentre nel settore femminile si è aggiudicata per spareggio piazzamenti la Coppa di specialità Giulia Randi, argento a Campa, bronzo a Strocchi.
| Nome                   | Tappe di Coppa Italia speed |
| ---------------------- | --------------------------- |
| Beatrice Colli         | 8                           |
| Andrea Rojas           | 7                           |
| Sara Morandi           | 7                           |
| Giulia Randi           | 6                           |
| Anna Calanca           | 4                           |
| Silvia Porta           | 4                           |
| Giorgia Strazieri      | 3                           |
| Elisabetta Dalla Brida | 2                           |
| Erica Piscopo          | 2                           |
| Michela Facci          | 2                           |
| Federica Mingolla      | 1                           |
| Giulia Fossali         | 1                           |
| Piper Kelly            | 1                           |
| Sara Strocchi          | 1                           |